# رشید البصیر
رشید البصیر (عربی: رشيد البصير؛ زادهٔ ۴ اکتبر ۱۹۶۸) دونده اهل مراکش است.
از افتخارات وی میتوان به کسب مدال نقره دو ۱۵۰۰ متر در بازی‌های المپیک تابستانی ۱۹۹۲ اشاره کرد